# Datis
Datis (en grec ancien Δᾶτις / Datis) est un général mède aux ordres du roi des Perses Darius lors des Guerres médiques. Il est conseiller du tyran Hippias après son expulsion d'Athènes.
Il dirige la flotte de 300 bâtiments qui en 490 av .J.-C. s’empare des Cyclades. Il saccage Naxos, soumet la Thrace et la Chersonèse. Avec l’aide du général perse Artapherne, il prend et détruit ensuite en trois jours la ville d’Érétrie, sachant que Darius l’a menacé de mort en cas d’échec. Érétrie qui a soutenu la révolte des villes d’Ionie et que Darius accuse de menées contre Sardes. Les Perses y entrent grâce à une trahison interne. Datis ravage ensuite l’Ionie, mais est battu avec son collègue à la bataille de Marathon. Il fuit à Myconos et est tué un peu plus tard par l'armée de Sparte, seule ville qui avait accepté d'aider à Érétrie lorsqu’elle avait envoyé des ambassadeurs demander secours contre des razzias de Datis.